# Venantas Lašinis
Venantas Lašinis (ur. 26 lutego 1997) – litewski kolarz szosowy.

## Osiągnięcia
Opracowano na podstawie:

2015
- 2. miejsce w mistrzostwach Litwy juniorów (jazda indywidualna na czas)

2017
- 1. miejsce w mistrzostwach Litwy U23 (jazda indywidualna na czas)

2018
- 2. miejsce w mistrzostwach Litwy U23 (jazda indywidualna na czas)
- 3. miejsce w Tour of Azerbaijan
  - 1. miejsce w klasyfikacji młodzieżowej

2019
- 2. miejsce w mistrzostwach Litwy U23 (jazda indywidualna na czas)
- 3. miejsce w mistrzostwach Litwy (start wspólny)

2020
- 3. miejsce w mistrzostwach Litwy (jazda indywidualna na czas)
- 2. miejsce w mistrzostwach Litwy (start wspólny)

2021
- 3. miejsce w mistrzostwach Litwy (jazda indywidualna na czas)

2022
- 3. miejsce w mistrzostwach Litwy (jazda indywidualna na czas)
- 1. miejsce w mistrzostwach Litwy (start wspólny)

## Rankingi
| Rok             | 2016  | 2017  | 2018  | 2019 | 2020 | 2021  | 2022 | 2023 | 2024 |
| --------------- | ----- | ----- | ----- | ---- | ---- | ----- | ---- | ---- | ---- |
| World Ranking   | 2173. | 1483. | 774.  | 774. | 408. | 1042. | 468. | 689. | 710. |
| UCI Europe Tour | 1439. | 948.  | 1036. | 564. | 333. | 774.  | 374. | -    | -    |
| UCI Asia Tour   | -     | -     | 130.  |      |      |       |      |      |      |
|                 |       |       |       |      |      |       |      |      |      |
| Źródło: UCI     |       |       |       |      |      |       |      |      |      |